# Marqus Blakely
Marqus Austin Blakely (Metuchen, 22 ottobre 1988) è un ex cestista statunitense.

## Palmarès
- Campione NBDL (2011)